# Захист від астероїдів
Захист від астероїдів (космічна варта, англ. Spaceguard) — загальна назва спроб виявлення та дослідження навколоземних об'єктів. Охоплює низку методів, за допомогою яких можна змінити траєкторію навколоземних об'єктів і запобігти ймовірній катастрофічній імпактній події. Падіння досить великого астероїда або іншого навколоземного об'єкта здатне викликати величезні цунамі, вогняні смерчі розміром із континент, або імпактну зиму (у стратосферу здійметься величезна кількість пилу, що закриє Сонце), або навіть кілька апокаліптичних подій одночасно.
66 мільйонів років тому Земля зіткнулася з об'єктом діаметром близько 10 кілометрів, унаслідок чого утворився кратер Чиксулуб і сталося крейдяно-палеогенове вимирання, яке, імовірно, стало причиною зникнення нептахових динозаврів. Імовірність такої події нині не вище, ніж будь-який інший час в історії Землі, але рано чи пізно вона станеться. Нещодавні астрономічні події, як-от зіткнення комети Шумейкеров — Леві 9 з Юпітером, падіння Челябінського метеорита в 2013 році і кількість об'єктів у списку Sentry Risk Table, яка зростає, привернули увагу до таких загроз, а існуючі технології можуть запобігти зіткненням.

## Відбиття загрози
Щоб підготувати та реалізувати план запобігання зіткненню, астероїд у більшості випадків повинен бути виявлений за кілька років до падіння. Передбачається, що задля успішного відхилення об'єкта, який має пряму траєкторію зіткнення, знадобиться швидкість зміни, що дорівнює 3,5/t × 10−2 м/с (де t — кількість років до потенційного зіткнення). За певних умов потрібні набагато менші швидкості зміни. Наприклад, астероїд (99942) Апофіс пролетить поруч із Землею 2029 року і повернеться на траєкторію зіткнення 2035 чи 2036 року. Потенційному зіткненню можна запобігти за кілька років до прольоту: для цього знадобиться швидкість зміни 10−6 м/с.
Падіння об'єктів розміром у десятки кілометрів може завдати загальносвітової шкоди і навіть призвести до загибелі людства. Зіткнення 10-кілометрового астероїда із Землею оцінюється як подія рівня масового вимирання: вона з великою ймовірністю завдасть непоправної шкоди біосфері. Невеликі об'єкти діаметром сотні метрів, залежно від швидкості, завдають значних руйнувань. Найменша загроза походить від комет, що залітають у внутрішню частину Сонячної системи. Хоча швидкість зіткнення довгоперіодичної комети, найімовірніше, буде у кілька разів більше, ніж у навколоземного астероїда, її падіння не виявиться більш руйнівним при рівних розмірах через малу щільність речовини комет. Але час попередження навряд чи буде більше кількох місяців.
Перед прийняттям відповідного плану дій необхідно з'ясувати речовий склад об'єкта. Космічні апарати, на кшталт Deep Impact, цілком здатні впоратися з таким завданням.

## Урядові доручення
У 1992 році, у звіті, підготовленому для агентства НАСА було рекомендовано організувати програму «Спостереження за космічною безпекою» (англ. Spaceguard Survey) з метою пошуку астероїдів, які перетинають орбіту Землі, їх перевірки та подальшого спостереження за ними. Очікувалося, що це спостереження за 25 років дасть змогу виявити 90 % об'єктів розміром більше кілометра. Через три роки в одному звіті НАСА рекомендувалося провести протягом 10 років пошукові спостереження, які дадуть змогу виявити 60—70 % короткоперіодичних навколоземних об'єктів розміром більше кілометра, і ще через п'ять років досягти показників у 90 %.
У 1998 році НАСА поставило завдання: до 2008 року виявити та каталогізувати 90 % усіх навколоземних об'єктів діаметром понад кілометр, які можуть зіткнутися із Землею. Розмір визначений після досліджень, які показали, що падіння об'єкта діаметром менше кілометра спричинить значну місцеву або регіональну шкоду, але не викличе всесвітню катастрофу. Діяльність НАСА призвела до того, що розпочалося фінансування низки заходів щодо пошуків навколоземних об'єктів. Виявлення у 2009 році навколоземного об'єкта діаметром від двох до трьох кілометрів показало, що ще знайдено далеко не всі великі об'єкти.

Член палати представників США від штату Каліфорнія, демократ Джордж Браун мол. (George Brown Jr.) у журналі Air & Space Power Chronicles підтримав проєкти захисту планети, заявивши:
Якщо одного разу в майбутньому буде заздалегідь встановлено, що Землі загрожує падіння астероїда, здатного викликати масове вимирання, і його зіткнення з нашою планетою буде запобігти, дана подія стане одним із найважливіших досягнень за всю історію людства.

Оскільки Браун присвятив справі захисту планети багато років свого життя, закон палати представників США під номером HR 1022 був названий на його честь The George E. Brown, Jr. Near-Earth Object Survey Act. Цей закон, який передбачав фінансування програм спостережень за навколоземними об'єктами, був внесений республіканцем від штату Каліфорнія Дейной Рорабахер. У результаті він був включений до закону NASA Authorization Act, який був прийнятий Конгресом 22 грудня 2005 року і підписаний президентом. У ньому, зокрема, вказувалося:
Конгрес США заявляє, що загальний добробут та безпека Сполучених Штатів вимагають, щоб унікальні знання НАСА були спрямовані на виявлення, стеження, каталогізацію та опис навколоземних астероїдів та комет з метою сприяти ранньому виявленню та зменшенню потенційної небезпеки таких об'єктів для Землі. Керівництво НАСА має спланувати, розробити та здійснити програму спостереження за навколоземними об'єктами для виявлення, стеження, каталогізації та опису фізичних характеристик навколоземних об'єктів діаметром 140 і більше метрів, щоб оцінити рівень загрози таких об'єктів для Землі. Мета програми спостереження: за п'ятнадцять років з моменту прийняття цього закону досягти 90 % каталогізації навколоземних об'єктів (ґрунтуючись на статистично передбаченій кількості навколоземних об'єктів). Керівник НАСА повинен передати до Конгресу, не пізніше ніж через один рік після набуття чинності цим законом, початковий звіт, у якому буде зазначено наступне: а) аналіз можливих альтернативних засобів, які НАСА може використовувати для програми спостереження, включаючи наземні та космічні альтернативні засоби, та технічні описи; b) рекомендований спосіб та передбачуваний бюджет для виконання програми спостереження, що відповідає рекомендованому способу; c) аналіз можливих альтернатив, які НАСА може використовувати для відображення об'єкта, що має ймовірну траєкторію зіткнення із Землею.
У результаті цього на початку березня 2007 року в Конгресі було представлено звіт, озаглавлений як «Аналіз альтернатив». Дослідженням займався відділ НАСА Program Analysis and Evaluation за підтримки консультантів із Aerospace Corporation, Дослідницького центру імені С. С. М. Ленглі та SAIC.

## Діючі програми
Центр малих планет каталогізує орбіти астероїдів та комет з 1947 року. Нещодавно з ним почали працювати програми спостереження, що спеціалізуються на пошуках навколоземних об'єктів. Багато хто з них фінансується відділом НАСА Near Earth Object (NEO) у рамках програми «Спостереження за космічною безпекою».
Однією з найвідоміших програм є проєкт LINEAR, який запрацював у 1996 році. До 2004 року за проєктом «LINEAR» виявлялися десятки тисяч об'єктів щорічно; на нього припадало 65 % усіх нових виявлень астероїдів. У ньому використовується два метрові телескопи і один півметровий, розташовані в штаті Нью-Мексико.
У 1980 році Том Герельс і Роберт Мак-Міллан, співробітники Місячної та планетарної лабораторії Університету Аризони, запустили проєкт Spacewatch; нині ним керує професор МакМилан. У проєкті застосовується 90-сантиметровий телескоп, розташований в Аризонській національній обсерваторії Кітт-Пік. Він дооснащений обладнанням для автоматичного наведення, зйомок та аналізу навколоземних об'єктів. Проєкт отримав 180-сантиметровий телескоп для пошуку навколоземних об'єктів, а у старого 90-сантиметрового телескопа було підвищено роздільну здатність системи електронного захоплення зображення; завдяки цьому його пошукові можливості розширилися.
Інші програми, що відстежують навколоземні об'єкти:
- Near-Earth Asteroid Tracking (NEAT)
- Пошук навколоземних об'єктів в Обсерваторії Лоуелла
- Каталінський небесний огляд
- Campo Imperatore Near-Earth Object Survey
- Japanese Spaceguard Association
- Астероїдний огляд Азіаго-DLR[11].

Будівництво телескопа в рамках проєкту Pan-STARRS було завершено у 2010 році; нині проєкт працює. «Спостереження за космічною безпекою» — загальна назва всіх цих слабо пов'язаних між собою програм; НАСА фінансує деякі вищезгадані проєкти, щоб виконати поставлені вимоги Конгресу США щодо виявлення до 2008 року 90 % усіх навколоземних об'єктів діаметром більше кілометра. У дослідженні НАСА від 2003 року вказується, що для виявлення до 2028 року 90 % всіх навколоземних астероїдів діаметром 140 і більше метрів потрібно 250—450 мільйонів доларів.
NEODyS — це онлайн база даних всіх відомих навколоземних об'єктів.

## Майбутні програми
У рамках проєкту Orbit@home планується забезпечити розподілену обробку даних для оптимізації пошукових стратегій. Наразі проєкт заморожений.
Очікується, що Великий синоптичний оглядовий телескоп, який має стати до ладу 2024 року, вестиме широке високоточне спостереження.
Система Asteroid Terrestrial-impact Last Alert, що перебуває в розробці, проводитиме часте сканування піднебіння з метою виявлення об'єктів пізнього етапу.

## Виявлення з космосу
9 листопада 2007 року підкомітет з космічного та повітряного простору комітету з науки та техніки Палати представників США провів слухання про стан програми НАСА зі спостереження за навколоземними об'єктами. Представники НАСА запропонували використовувати Інфрачервоний космічний телескоп (ІКТ).
ІКТ вів спостереження за простором в інфрачервоному діапазоні в режимі великої чутливості. В інфрачервоному діапазоні можна виявити малопомітні астероїди з низьким альбедо. Крім основних наукових завдань, він використовувався виявлення навколоземних об'єктів. Вважається, що ІКТ за один рік може виявити 400 навколоземних об'єктів (приблизно 2 % від усього числа навколоземних об'єктів, що становлять інтерес).
NEOSSat — це малий супутник, запущений у лютому 2013 Канадським космічним агентством. Він веде виявлення навколоземних об'єктів із космосу.

## Результати
У звіті, опублікованому 26 березня 2009 року в журналі Nature, описаний випадок виявлення астероїда до його входу в атмосферу Землі з передбаченням часу падіння і місця приземлення уламків. Астероїд 2008 TC3 діаметром чотири метри спершу виявив автоматичний телескоп «Каталінський небесний огляд» 6 жовтня 2008 року. Підрахунки визначили, що падіння відбудеться через 19 годин після виявлення в Нубійській пустелі на півночі Судану.
Було виявлено низку потенційних загроз, як-от астероїд (99942) Апофіс (раніше відомий як 2004 MN4), ймовірність падіння якого в 2029 році оцінювалася в 3 %. З урахуванням нових даних ця ймовірність перетворилася на нульову.

## Принцип розрахунку ймовірності падіння
Еліпси на діаграмі праворуч показують можливе становище астероїда при найбільшому зближенні із Землею. Оскільки астероїд ще погано вивчений, еліпс похибки спершу має великий розмір і включає Землю. Подальші спостереження зменшують еліпс похибки, але в нього все ще входить Земля. Це підвищує ймовірність зіткнення. Нарешті, після ще одного ряду спостережень (радарних спостережень або віднайдення на архівних зображеннях попередніх виявлень того ж астероїда) еліпс зменшується, доки Земля не виявляється за межами ділянки похибки, і ймовірність зіткнення стає практично нульовою.

## Стратегії щодо захисту Землі від астероїдів

### Стратегія НАСА планетарного захисту
У квітні 2023 року, Управління науково-технічної політики Білого дому опублікувало оновлену національну стратегію готовності та план дій щодо небезпеки об'єктів, що знаходяться навколо Землі, і планетарного захисту, щоб підвищити готовність США до подолання небезпеки зіткнень з навколоземними об'єктами (НЗО) протягом 10-річного періоду перш за все шляхом організації та координації міжвідомчих зусиль.
Стратегія NASA відповідає Національній стратегії планетарного захисту США. Стратегія NASA зосереджує зусилля агенції на діяльності з захисту планети, щоб гарантувати, що вона працює над досягненням цілей, викладених у плані національного рівня. Вона включає всі цілі, викладені в плані національного рівня, і додає дві додаткові цілі NASA. Для досягнення своїх цілей стратегія NASA дотримується архітектури передбачення бажаних кінцевих станів, визначення ключових викликів і розробки дій для вирішення виявлених проблем.
Основні напрямки планетарного захисту NASA протягом наступного десятиліття, визначені в стратегії NASA, включають:
- удосконалення досліджень, виявлення та визначення характеристик НЗО для створення повного каталогу всіх НЗО, які можуть становити небезпеку для Землі;
- розробку та демонстрацію технологій пом'якшення НЗО, подібних до місії агенції Double Asteroid Redirection Test (DART), першої в світі випробувальної місії планетарного захисту, яка успішно продемонструвала один із методів відхилення астероїда за допомогою кінетичного космічного корабля;
- сприяння міжнародному співробітництву, пов'язаному з геодезією НЗО та пом'якшенням наслідків для використання міжнародних можливостей;
- посилення міжвідомчої координації між NASA та іншими урядовими установами США для покращення та оптимізації готовності уряду США до НЗО та планування реагування;
- перегляд внутрішнього планування агентства, щоб отримати максимальну вигоду від обмежених ресурсів;
- краще інтегрувати повідомлення щодо планетарної оборони зі стратегічними комунікаціями агенції.

Запобігання зіткненню астероїда з Землею для уникнення катастрофічного стихійного лиха становить складну проблему, яка потребує стратегічного міждисциплінарного підходу. Оприлюднення Стратегії планетарного захисту та Плану дій NASA є дороговказом для агентства, оскільки воно працює над перспективними зусиллями щодо захисту планети, включаючи запуск місії NASA NEO Surveyor, який сплановано на 2026 рік.

### Стратегії щодо запобігання зіткненню
Способи запобігання зіткненням вимагають компромісів у таких категоріях, як загальне виконання, витрати, ефективність та технологічна підготовленість. Запропоновано методи зміни траєкторії астероїда/комети. Їх можна розділити за різними критеріями, як-от:
- тип запобігання зіткненню (відхилення або фрагментація);
- джерело енергії (кінетичне, електромагнітне, гравітаційне, сонячне/теплове або ядерне);
- стратегія підходу (перехоплення, зустріч або віддалена установка).

Стратегії поділяються на два класи: руйнація та затримка.

#### Руйнація
Стратегія руйнації полягає в тому, що джерело загрози фрагментується і його уламки подрібнюються та розходяться так, що або проходять повз Землю, або згоряють в її атмосфері.
Стратегії щодо запобігання зіткненню можуть бути прямими та непрямими. При прямих методах, як-то атомне бомбардування або кінетичний таран відбувається фізичне перехоплення боліду. Прямі способи можуть вимагати менше часу та коштів. Такі методи можуть спрацювати проти нещодавно виявлених (і навіть проти заздалегідь виявлених) твердотілих об'єктів, що піддаються зміщенню, але проти уламків, що слабко тримаються, вони, найімовірніше, виявляться неефективними. У разі непрямих методів до об'єкта посилається спеціальний пристрій (гравітаційний буксир, ракетні двигуни або електромагнітні катапульти). Після його прибуття деякий час витрачається на зміну курсу для проходження поруч з об'єктом і зміну шляху проходження астероїда, щоб він уникнув зіткнення із Землею.
Багато навколоземних об'єктів є літаючою купою уламків, що ледве утримується гравітацією. Під час спроби відхилення такого об'єкта він може зруйнуватися, але не змінити значно свою траєкторію. При цьому будь-який уламок розміром понад 35 метрів не згорить в атмосфері і досягне поверхні Землі.

#### Затримка
Стратегія затримки використовує принцип того, що Земля та об'єкт загрози рухаються орбітою. Зіткнення відбувається тоді, коли обидва об'єкти одночасно досягають однієї точки в просторі, або, якщо бути точніше, коли будь-яка ділянка поверхні Землі перетинає орбіту об'єкта при його прольоті. Оскільки діаметр Землі становить приблизно 12 750 кілометрів, а швидкість її руху — 30 км/с, вона проходить відстань свого діаметра за 425 секунд (трохи більше 7 хвилин). Затримка або прискорення прибуття об'єкта загрози на цю величину може, залежно від геометрії зіткнення, призвести до запобігання зіткненню.

## Ядерний вибуховий пристрій
Підрив ядерного пристрою над, або під поверхнею астероїда є потенційним варіантом відображення загрози. Оптимальна висота вибуху залежить від складу та розміру об'єкта. У разі загрози з боку купи уламків, щоб уникнути їхнього розсіювання, пропонується зробити радіаційну імплозію, тобто підрив над поверхнею. При вибуху енергія, що вивільнилася, у вигляді нейтронів і м'яких рентгенівських випромінювань (які не проникають крізь речовину) перетворюється на тепло при досягненні поверхні об'єкта. Тепло перетворює речовину об'єкта на викид і він зійде з траєкторії, відповідно до третього закону Ньютона, викид попрямує в один бік, а об'єкт — у протилежний.
Для усунення загрози не потрібне повне знищення об'єкта. Зменшення маси об'єкта в результаті теплового викиду від підриву ядерного пристрою і ефект реактивної тяги, що виник від цього, можуть дати необхідний результат. Якщо об'єкт являє собою купу уламків, що слабо тримаються, то виходом може стати підрив ряду ядерних пристроїв поблизу астероїда на такій відстані, щоб не розбити його частини, які слабко тримаються.
За умови, що радіаційна імплозія буде здійснена з достатнім запасом часу, енергії, що вивільнилася від ядерних вибухів, буде достатньо, щоб змінити траєкторію польоту об'єкта й уникнути зіткнення. У НАСА дійшли висновку, що до 2020-х років за допомогою ядерної імплозії можна буде відхилити навколоземні об'єкти діаметром 100—500 метрів, якщо їх виявлено за два роки до падіння на Землю, та об'єкти великих розмірів, якщо їх виявлять за п'ять років до падіння.

В аналізі способів відхилення загрози, проведеному в 2007 році НАСА, вказувалося:
За оцінками, радіаційна імплозія (ядерні вибухи) в 10—100 разів дієвіша, ніж неядерні альтернативи, проаналізовані у цьому дослідженні. Інші техніки, у яких відбувається поверхневий або глибинний ядерний вибух, можуть бути ефективнішими, але існує ризик руйнування навколоземного об'єкта на уламки, падіння яких може мати більші ризики.
У 2011 році Бонг Уї (Dr. Bong Wie), голова дослідницького центру з відображення астероїдної загрози при Університеті штату Айова, досліджував стратегії дій щодо запобігання астероїдній загрозі при запасі в часі на рік або близько того. Він дійшов висновку, що ядерний вибух необхідної енергії, найімовірніше, виявиться єдиним способом, якому дасть змогу відхилити досить великий астероїд за такий короткий проміжок часу. У разі інших методик відхилення астероїда, як-от буксири, гравітаційні буксири, сонячні вітрильники та електромагнітні катапульти, буде потрібно запас у 10—20 років до падіння. Концептуальна машина Уї, «Пристрій гіпершвидкісного перехоплення астероїдів», поєднує кінетичний таран і ядерний вибух. При тарані утворюється початковий кратер наступного підземного ядерного вибуху. Це рішення ефективно перетворює енергію ядерного вибуху на силу руху астероїда, яка відхиляє. Ще в одному запропонованому плані, схожому на попередній, для утворення кратера замість кінетичного тарана використовується поверхневий ядерний вибух. Кратер, що утворився, потім використовується як ракетне сопло для направлення енергії наступного ядерного вибуху.
У книзі «Острови в космосі», що вийшла 1964 року, вказується, що потужність ядерного вибуху, яка необхідна для відхилення астероїдів у кількох гіпотетичних сценаріях розвитку, досяжна. У 1967 році, аспіранти з Массачусетського технологічного університету під керівництвом професора Пола Сандорфа (Paul Sandorff) спроєктували систему, яка використовує ракети-носії та ядерні вибухи для унеможливлення гіпотетичного падіння на Землю астероїда (1566) Ікар діаметром 1,4 км, який наближається до нашої планети на відстань до Місяця. Це дослідження пізніше було опубліковано в рамках проєкту, який послужив джерелом натхнення для фільму «Метеор» 1979 року.
Використання ядерних вибухових пристроїв в космосі є місією міжнародного масштабу: воно регулюється комітетом ООН з мирного використання космічного простору. Договір про всеосяжну заборону ядерних випробувань від 1996 року формально забороняє використання ядерної зброї у космосі. Однак малоймовірно, що ядерний вибуховий пристрій, запрограмований на вибух лише при перехопленні небесного об'єкта, що несе загрозу, з метою запобігання падінню цього об'єкта на Землю, вважатиметься немирним використанням космічного простору, або що вибуховий пристрій, створений для запобігання загрозі життю на Землі потрапить у категорію зброї.

## Кінетичний таран
Ще одне вирішення проблеми — відправлення величезного об'єкта на кшталт космічного апарата або навіть іншого навколоземного об'єкта як тарана.
Коли астероїд перебуває ще далеко від Землі, одним із способів зміни його імпульсу може бути таран, здійснений космічним апаратом.

В аналізі способів відхилення загрози, проведеному в 2007 році НАСА, вказувалося:
Неядерний кінетичний таран є опрацьованим методом. Він може використовуватись у випадках проти невеликих навколоземних об'єктів, що складаються з твердої речовини.
Європейське космічне агентство вже зараз проводить попереднє дослідження можливого космічного польоту, у якому буде випробувана ця технологія. Програма, названа «Дон Кіхот», є спроєктованою місією з відображення астероїдної загрози. Команда європейського агентства Advanced Concepts Team теоретично довела, що відхилення астероїда (99942) Апофіс може бути здійснено шляхом відправлення простого космічного апарата вагою менше тонни на таран із цим об'єктом. Під час дослідження радіаційної імплозії, один із провідних дослідників стверджував, що стратегія кінетичного тарану є більш дієвою, ніж інші стратегії.
У листопаді 2021 року був проведений запуск апарата НАСА DART для перевірки техніки «кінетичного удару». Апарат повинен був змінити орбіту супутника астероїда Дідім, що було успішно здійснено у вересні 2022 року.

## Астероїдний гравітаційний буксир
Ще одна альтернатива вибухам — повільне зрушення астероїда протягом певного часу. Невелика постійна тяга накопичується і достатньою мірою відхиляє об'єкт з передбачуваного курсу прямування. Едвард Цзян Лу (Edward T. Lu) і Стенлі Глен Лав (Stanley G. Love) запропонували використовувати великий важкий безпілотний космічний корабель, який повинен парити над астероїдом і стягувати його за допомогою гравітації на безпечну орбіту. Корабель та астероїд взаємно притягуватимуть один одного. Якщо корабель, наприклад, врівноважувати силу, що діє на астероїд, за допомогою двигунів іонової тяги, сумарний вплив буде таким, що астероїд рухатиметься в бік корабля, тим самим сходячи з орбіти.
Незважаючи на те що цей метод повільний, він має перевагу: він працює незалежно від речовинного складу об'єкта та його кутової швидкості. Астероїди, які являють собою купу щебеню, важко або неможливо відхилити за допомогою ядерного вибуху, а встановлення буксирів на астероїди, що швидко обертаються, виявиться складною і малоефективною.

В аналізі способів відхилення загрози, проведеному в 2007 році НАСА, вказувалося:
Буксирувальні техніки — найдорожчі, мають найнижчий рівень технічної готовності, а їхні можливості щодо відображення загрозливих об'єктів обмежуватимуться у разі, якщо немає запасу часу на багато років.

## Іонний промінь
Ще один «безконтактний» метод нещодавно[коли?] запропонували Клаудіо Бомбарделі (‪Claudio Bombardelli‬) та Хесус Пелаез (Jesus Peláez) із технічного університету Мадрида. У ньому пропонується застосувати іонну гармату з низькою дивергенцією, спрямовану на астероїд із корабля, розташованого поруч. Кінетична енергія, що передається через іони, які доходять до поверхні астероїда, як і у випадку з гравітаційним буксиром, створюватиме слабку, але постійну силу, здатну відхилити астероїд, і при цьому використовуватиметься легший корабель.

## Використання сфокусованої сонячної енергії
Джей Мелош (H. Jay Melosh) пропонує відхиляти астероїди або комети, фокусуючи сонячну енергію на поверхні для створення тяги від випаровування речовини, яка утворилася в результаті нагрівання, або для посилення ефекту Ярковського. Сонячне випромінювання можна спрямовувати на об'єкт протягом місяців та багатьох років.
Цей спосіб вимагатиме створення поруч із Землею космічної станції із системою гігантських і збільшувальних лінз. Після цього станцію потрібно буде доставити до Сонця.

## Електромагнітна катапульта
Електромагнітна катапульта — це автоматична система, яка розташовується на астероїді, що випускає речовину, з якої він складається, у космос. Тим самим він повільно зрушується та втрачає масу. Електромагнітна катапульта повинна працювати як система з низьким питомим імпульсом: використовувати багато палива, але мало енергії.
Сенс полягає в тому, що якщо використовувати речовину астероїда як паливо, то кількість палива не така важлива, як кількість енергії, яка, найімовірніше, буде обмежена.
Ще один можливий спосіб — розташувати електромагнітну катапульту на Місяці, націливши її на навколоземний об'єкт, для того, щоб скористатися орбітальною швидкістю природного супутника та його необмеженим запасом «кам'яних куль».

## Звичайні ракетні двигуни
Якщо навколоземному об'єкті встановити звичайні ракетні двигуни, усі вони також даватимуть постійне відхилення, здатне змінити траєкторію польоту. Ракетний двигун, здатний створювати імпульс в 106 Н·с (тобто надавати прискорення в 1 км/с об'єкту масою в тонну), матиме відносно невеликий вплив на відносно невеликий астероїд, що має масу в мільйон разів більше. Чепман, Дурда і Голд у своєму офіційному звіті розглядають спроби відхилення об'єкта за допомогою існуючих ракет, доставлених до астероїда.

## Інші запропоновані способи
- Використовувати нестандартні двигуни, як-от електромагнітний прискорювач зі змінним питомим імпульсом.
- Обернути астероїд пластиковим сонячним вітрилом, що відбиває, використовуючи покриту алюмінієм плівку типу PET.
- «Пофарбувати» або посипати об'єкт діоксидом титану (білий колір) або сажею (чорний), щоб викликати ефект Ярковського і змінити його траєкторію.
- Вчений-планетолог Юджин Шумейкер в 1996 році запропонував[44] випускати хмару пари на шляху об'єкта для його обережного уповільнення. Нік Сабо в 1990 році намалював[45] схожий задум — «аеродинамічне гальмування комети»: комета або крижана конструкція націлюється на астероїд, після чого ядерні вибухи випаровують лід і формується тимчасова атмосфера на шляху астероїда.
- Прикріпити до астероїда важкий баласт, щоб за допомогою усунення центру тяжкості змінити його траєкторію[46].
- Використовувати лазерну абляцію.
- Використовувати ударно-хвильовий випромінювач.

## Побоювання, пов'язані з методами відображення
Карл Саган у книзі «Блакитна цятка: космічне майбутнє людства» висловлює свої побоювання щодо технологій відхилення. Він вважає, що будь-який метод відхилення загрозливих для Землі об'єктів можна використовувати й із протилежною метогю — для відхилення безпечних об'єктів у бік нашої планети. Пригадуючи історію політичних лідерів-геноцидів і можливість бюрократичного приховування справжніх цілей будь-якого подібного проєкту для більшості його наукових учасників, він дійшов висновку, що техногенний вплив становить більшу загрозу для Землі, ніж природний. Натомість Саган запропонував розробляти технологію відхилення лише у разі реальної надзвичайної ситуації.
Усім технологіям відхилення з низькою енергією доставки притаманний тонкий контроль і можливість керування. Це дає змогу докласти саме ту кількість енергії, яка необхідна для керування астероїдом, спочатку призначеним для простого зближення з конкретною ціллю на Землі.
На думку колишнього астронавта НАСА Рассела Швайкарта, метод гравітаційного буксирування є суперечливим, оскільки в процесі зміни траєкторії астероїда точка на Землі, у яку він має влучити, повільно переміщуватиметься територією різних країн. Це означає, що загроза для всієї планети буде зведена до мінімуму ціною безпеки конкретних держав. На його думку, вибір способу буксирування астероїда буде складним дипломатичним рішенням.
Аналіз невизначеності, пов'язаної з відхиленням за допомогою ядерних вибухів, показує, що здатність захистити планету не означає здатність націлитися на неї. Ядерного вибуху, який змінює швидкість астероїда на 10 м/с (±20 %), було б достатньо, щоб зіштовхнути його з траєкторії, що загрожує Землі. Однак якщо невизначеність зміни швидкості становитиме більше кількох відсотків, жодного шансу спрямувати астероїд до конкретної цілі не буде.

## Історія
Термін «космічна варта» ввів Артур Кларк у своєму романі «Побачення з Рамою» у 1972 році як назву організації раннього попередження, створеної після катастрофічного зіткнення з астероїдом.
Слухання в конгресі США 1992 року привели до створення «Звіту огляду космічної варти», яким наказувалось НАСА оглянути 90 % навколоземних астероїдів, більших за 1 км протягом 10 років.